# Shrinivas Kulkarni

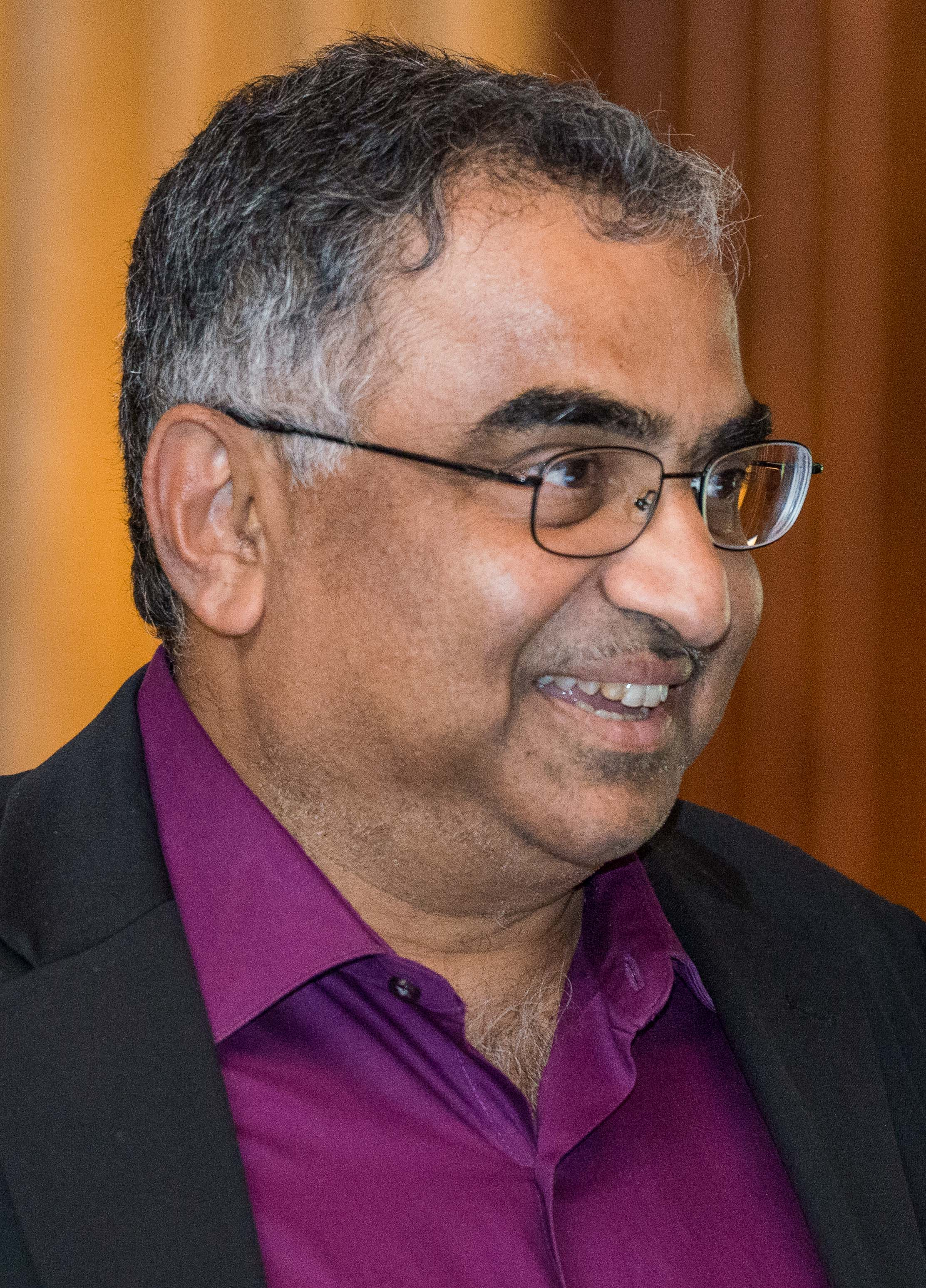
Shrinivas Kulkarni, 2016

Shrinivas Ramchandra „Shri“ Kulkarni (* 4. Oktober 1956 in Kurundwad, Maharashtra) ist ein indisch-amerikanischer Astronom. Er ist McArthur Professor für Astronomie und Professor für Planetenwissenschaft am Caltech.

## Leben
Er ging in Hubballi in Karnataka zur Schule und studierte Physik am Indian Institute of Technology in New Delhi mit dem Masterabschluss in Physik 1978. Im Jahr 1983 wurde er an der University of California, Berkeley, promoviert. Er war Robert Millikan Fellow und ab 1987 Assistant Professor für Astronomie und später Professor am Caltech. Er ist seit 2006 Direktor der optischen Observatorien des Caltech, einschließlich der Mount Palomar und Keck Observatorien. Ab 2004 ist er Direktor des NASA Exoplanet Science Center.
Kulkarni ist beobachtender Astronom, der vor allem kompakte Objekte (Neutronensterne, Gamma Ray Bursts) und transiente Phänomene (wie Exoplaneten mit interferometrischen und adaptiven optischen Techniken) beobachtet in einer breiten Palette von Wellenlängen. Er begann als Radioastronom und untersuchte interstellares Gas, wobei er vier Arme der Milchstraße entdeckte. Er war 1982 an der Entdeckung des ersten Millisekunden-Pulsars beteiligt (PSR B1937+21), fand die ersten optischen Bilder von Pulsar-Binärsystemen und den ersten Pulsar in einem Kugelsternhaufen. Kulkarni zeigte, dass Soft Gamma Ray Repeater Reste von Supernovae sind und er festigte mit Kollegen die Verbindung von Gamma Ray Bursts mit Supernovaresten. 1997 zeigte er mit seinem Team, dass Gamma Ray Bursts von außerhalb unserer Milchstraße kommen und er konnte optische Gegenstücke identifizieren. Er war Teil des Teams, das den ersten Braunen Zwerg fand (Gliese 229).
Er ist zurzeit an der Palomar Transient Factory (PST) beteiligt, einer automatisierte Weitwinkelbeobachtung des Himmels nach optisch variablen und transienten Quellen auf dem Mount Palomar (Oschin-Teleskop und 1,5-m-Teleskop) ab 2009. Er arbeitet auch an der Verbesserung weiterer astronomischer Beobachtungstechniken.
2000/2001 war er Gastprofessor am Massachusetts Institute of Technology (Harris Lecturer), 1995 Miller Gastprofessor in Berkeley, 1992 Gastwissenschaftler in Arecibo und 1993 am ISAS in Japan. 2003 war er Salpeter Lecturer an der Cornell University.
Er war seit 2000 an der Planung der 2010 aufgegebenen Space Interferometry Mission beteiligt (ein Satellit insbesondere zur Erkundung von Planeten um ferne Sonnen).
1992 erhielt er den Alan T. Waterman Award der National Science Foundation und 1991 den Helen-B.-Warner-Preis der American Astronomical Society. Er war Packard Fellow, Sloan Research Fellow und erhielt 1988 einen Presidential Young Investigator Award. 2002 hielt er die Karl G. Jansky Lecture (The brightest explosions in the universe). Er ist seit 2003 Mitglied der National Academy of Sciences, seit 1994 der American Academy of Arts and Sciences und ab 2001 Fellow der Royal Society. 2011 wurde er Ehrenmitglied der Indian Academy of Sciences, 2016 Mitglied der Königlich Niederländischen Akademie der Wissenschaften. 2017 wurde ein Asteroid nach ihm benannt: (9804) Shrikulkarni. Für 2017 wurde ihm auch der Dan-David-Preis zugesprochen. 2024 erhielt er den Shaw Prize in Astronomie.
Seine Schwester ist die Informatikerin Sudha Murthy. Er ist amerikanischer Staatsbürger.